# Jerzy Waligóra
Jerzy Waligóra (ur. 23 czerwca 1952 w Gliwicach) – absolwent Wyższej Szkoły Pedagogicznej w Krakowie (obecnie Uniwersytet Komisji Edukacji Narodowej), gdzie w r. 1986 otrzymał doktorat oraz habilitację z zakresu literaturoznawstwa (2005). Ukończył Studia Podyplomowe Nauczania Języka Polskiego jako Obcego na Uniwersytecie Warszawskim (1985). W macierzystej Uczelni pracował (do 2016 roku) na stanowisku profesora nadzwyczajnego w Katedrze Literatury Polskiej XIX wieku oraz w  Katedrze Poetyki i Teorii Literatury (kierownik tej Katedry w l. 2014-2016). W l. 2012-2016 prorektor ds. kształcenia UP. Specjalizuje się w historii literatury polskiej,  metodyce nauczania języka polskiego oraz problematyce oświaty niepublicznej.
Autor kilkudziesięciu publikacji, w tym książek „Dramat historyczny w epoce Młodej Polski”, „Młodopolski »dramat wewnętrzny«”. Założyciel i dyrektor kilku szkół niepublicznych, m.in. VIII Prywatnego Akademickiego Liceum Ogólnokształcącego w Krakowie oraz Prywatnego Gimnazjum Akademickiego nr 6 im. F. Chopina w Krakowie. Był przewodniczącym NSZZ „Solidarność” WSP (1990–1991), przez wiele kadencji członkiem Senatu Uczelni. Należy do Towarzystwa im. Marii Konopnickiej oraz  Krajowego Forum Oświaty Niepublicznej. Współpracował z Instytutem Filologii Polskiej i  Instytutem Pedagogiki  Uniwersytetu Jagiellońskiego, tockhom Institute of Education, Wojewódzkimi Ośrodkami Metodycznymi w Krakowie, Tarnowie, Przemyślu i Tarnobrzegu.    
Otrzymał tytuł Honorowego Obywatela Miasta Fromborka (1996), odznaczony, z wniosku Małopolskiego Kuratora Oświaty,  Medalem Komisji Edukacji Narodowej (2000).